# Incapacitat temporal
La incapacitat temporal (IT), tal com està definida a Espanya, és la situació en què es troba una persona treballadora a causa d'una malaltia comuna o professional, o un accident, sigui o no de treball, amb caràcter temporal, que necessiti assistència sanitària i que no pugui realitzar el seu treball.
Aquesta situació d'impossibilitat del treballador s'oficialitza mitjançant el document de baixa. La baixa laboral és un document oficial en el qual el metge o metgessa certifica que una persona no pot desenvolupar la seva feina com a conseqüència d'una pèrdua de salut. Per tant, el responsable de la baixa és el metge o metgessa que la signa.
Per tal de valorar la possible durada d'incapacitat, a més de la causa, es valora l'activitat del treballador.